# Rufforth
Rufforth – wieś w Anglii, w hrabstwie ceremonialnym North Yorkshire, w dystrykcie (unitary authority) York. Leży 8 km na zachód od miasta York i 282 km na północ od Londynu. Miejscowość liczy 560 mieszkańców.